# XI Batallón Aéreo de Reemplazo
El XI Batallón Aéreo de Reemplazo (XI. Flieger-Ersatz-Abteilung) fue una unidad de la Luftwaffe de la Alemania nazi.

## Historia
Fue formado en abril de 1942 en Neumünster.